# Robert John Le Mesurier McClure

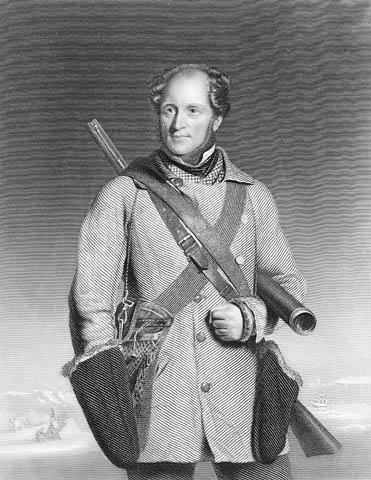
Sir Robert McClure, 1857

Sir Robert John Le Mesurier McClure (* 28. Januar 1807 in Wexford, Irland; † 18. Oktober 1873 in Portsmouth) war ein britischer Seefahrer, Nordpolarforscher und ist der Entdecker der Nordwestpassage.
Am 11. Oktober 1972 ehrte die kanadische Regierung McClure für sein Wirken dadurch, dass sie ihn zu einer „Person von nationaler historischer Bedeutung“ erklärte.

## Leben
Seine Ausbildung absolvierte er am Eton College in Eton. 1824 trat er in die Royal Navy ein. Er diente in den Jahren 1836/37 bei der Arktis-Expedition von George Back als Maat an Bord der Terror und wurde bei seiner Rückkehr 1837 in den Rang eines Lieutenant befördert. Danach war er Inspektor der Werften in Kanada und begleitete 1848 Sir James Ross als erster Offizier der Enterprise auf dessen Reise zur Auffindung des verschollenen Polarforschers John Franklin. Das Scheitern der ersten Expedition erregte den Zorn der Öffentlichkeit in England und zwang die britische Regierung, erneut Suchschiffe in Marsch zu setzen.
Zwischen 1850 und 1853 beteiligte er sich als Kommandant der Investigator an der Suche nach der Franklin-Expedition und sollte – als Teil der Expeditionsflotte unter Kapitän Richard Collinson – von der Beringstraße aus den Durchbruch zur Baffin Bay versuchen. Über die Beringstraße und die Beaufortsee erreichte er am 7. September 1850 die Südspitze der Banksinsel, stieß dann in der Prince-of-Wales-Straße auf Packeis und gelangte am 26. Oktober in den Viscount-Melville-Sund. Damit hatte er die lange Zeit gesuchte Nordwestpassage gefunden, das letzte Teilstück der Durchfahrt zwischen Atlantik und Pazifik in westlicher Richtung. Diese erwies sich jedoch aufgrund der ganzjährigen Blockade durch dickes Packeis für die Schifffahrt als unpassierbar. An dieser Mission nahm u. a. als Dolmetscher für Eskimo-Sprachen auch der Herrnhuter Missionar Johann August Miertsching (1817–1875) teil. Im Sommer 1851 kam McClure noch bis auf 40 km an den Viscount-Melville-Sund heran, musste dann jedoch aufgrund des Eisaufkommens auf der Nordseite von Banksland in der Mercy Bay überwintern. An einem Felsen auf Melville Island wurde von McClure eine auf das Frühjahr 1852 datierte Nachricht hinterlassen, die laut der Investigator  die Existenz der Nordwestpassage nachgewiesen habe.
Die HMS Investigator blieb jedoch auch das folgende Jahr 1852 über im Eis gefangen, was dazu führte, dass McClure und seine Leute bald an massiver Unterernährung und Skorbut litten. McClure unternahm daraufhin große Anstrengungen, um die Evakuierung des Schiffs vorzubereiten, da viele seiner Männer einen weiteren Winter in der Arktis wohl nicht überlebt hätten. Hilfe kam im März 1853, als ein kleiner Erkundungstrupp der HMS Resolute auf McClures Männer stieß. Lieutenant Bedford Pim gelang es, sich trotz der bitteren Kälte mit Hundeschlitten bis zur Mercy Bay durchzuschlagen. Auf Befehl des kommandierenden Offiziers der Resolute, Henry Kellett – gegen McClures Einwände – musste die Investigator aufgegeben und der Marsch in Richtung Dealy Island angetreten werden. Aber auch die HMS Resolute und ihr Begleitschiff, die HMS Intrepid hatten sich mittlerweile im Eis nahe der Bathurst-Insel in der heutigen Resolute Bay hoffnungslos festgefahren, was die britischen Seeleute zwang, einen weiteren Winter in der Arktis durchzustehen. Die Schiffe von Kelletts Vorgesetztem Edward Belcher saßen weiter nördlich ebenfalls zeitweise im dichten Packeis fest, dieser gab schließlich im April 1854 die Order, auch Kellets Schiffe aufzugeben. Ihre Mannschaften brachen daraufhin am 15. Juni über das Eis nach Beechey-Island auf, wo sie von Versorgungsschiffen aufgenommen wurden.
Im April 1853 erreichten die Überlebenden schließlich den Winterhafen der Schiffe Francis McClintocks und konnten – zusammen mit Belcher’s Geschwader – 1854 wieder nach England zurückkehren. Am 28. September 1854 lief McClure an Bord der HMS Phönix dort ein. Es war in der britischen Royal Navy obligatorisch, alle Offiziere, die ihr Schiff verloren hatten, vor ein Kriegsgericht zu stellen, das Gericht sprach McClure jedoch von jeglichem Fehlverhalten frei. Später erhielt er auch für seine Verdienste eine Prämie von 10.000 £ ausbezahlt. McClures Aufzeichnungen über seinen Aufenthalt in der Arktis wurden später von Sherard Osborn verwendet, um sein Buch über die Entdeckung der Nordwestpassage zu verfassen.
Robert McClure diente danach von 1856 bis 1861 auf der Pacific Station der Royal Navy. 1854 wurde er in den Rang eines Captain befördert und am 21. November 1855 als Knight Bachelor geadelt. Von 1856 bis 1861 wurde er in Asien eingesetzt, u. a. als Befehlshaber vor Kanton im Jahre 1858. Er wurde 1867 zum Rear-Admiral befördert und starb am 18. Oktober 1873 in Portsmouth, kurz nachdem er zum Vice-Admiral befördert worden war.
Nach Robert McClure ist die McClure-Straße im kanadisch-arktischen Archipel benannt, ebenso der McClure-Krater auf dem Mond.